# Leucauge mesomelas
Leucauge mesomelas är en spindelart som först beskrevs av O. Pickard-Cambridge 1894.  Leucauge mesomelas ingår i släktet Leucauge och familjen käkspindlar. Inga underarter finns listade i Catalogue of Life.